# 56 Korpus Obrony Powietrznej (ZSRR)
56 Korpus Obrony Powietrznej – wyższy związek taktyczny wojsk obrony powietrznej Sił Zbrojnych ZSRR i Federacji Rosyjskiej.

## Struktura organizacyjna
W latach 1991–1992
- dowództwo – Semipałatyńsk
- 374 pułk rakietowy OP – Serebrianok
- 420 pułk rakietowy OP – Dzierżawińsk
- 769 pułk rakietowy OP – Lenińsk
- 770 pułk rakietowy OP – Georgijewka
- pułk rakietowy OP – Frunze
- 169 Brygada Radiotechniczna – Irkuck
- 35 pułk radiotechniczny – Krasnojarsk